# Oligotoma hova
Oligotoma hova is een insectensoort uit de familie Oligotomidae, die tot de orde webspinners (Embioptera) behoort. De soort komt voor in Madagaskar.
Oligotoma hova is voor het eerst wetenschappelijk beschreven door Saussure in 1896.